# 中国光大銀行
中国光大銀行（ちゅうごくこうだいぎんこう、英語: China Everbright Bank）は中国の銀行で、本社は北京市にあり 、国務院系の 中国光大グループに属している。 
1992年8月に創業、2010年8月に上海証券取引所へ上場 、2013年12月に香港証券取引所へ上場された。 

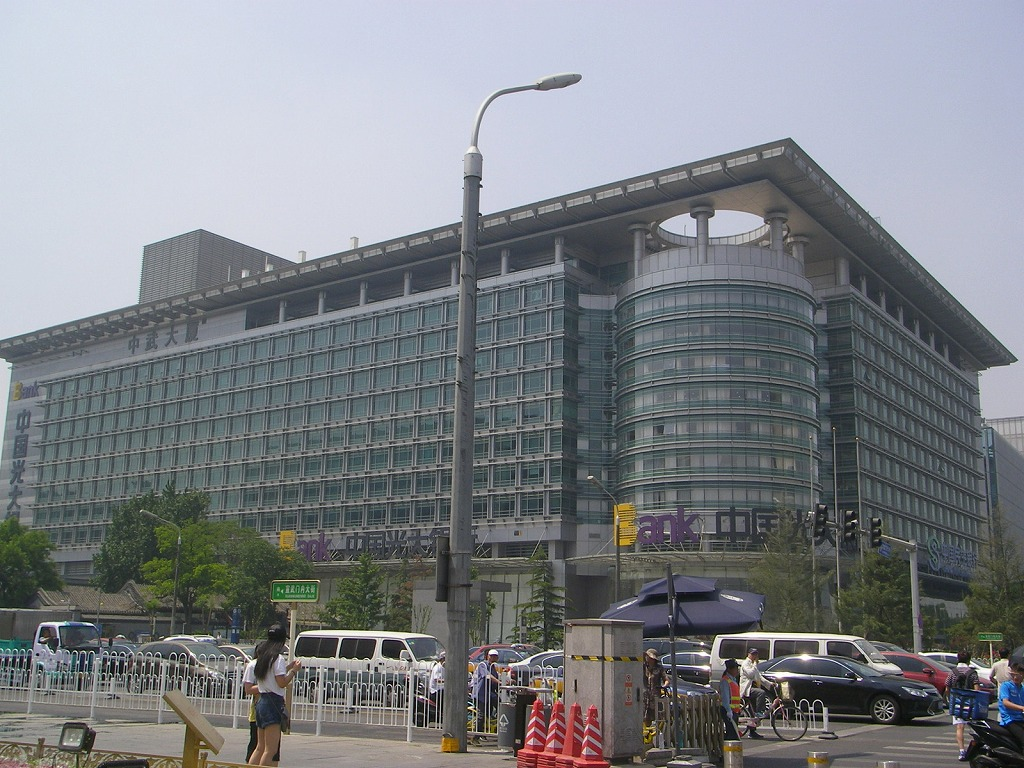
中国光大銀行北京支店（北京市西城区
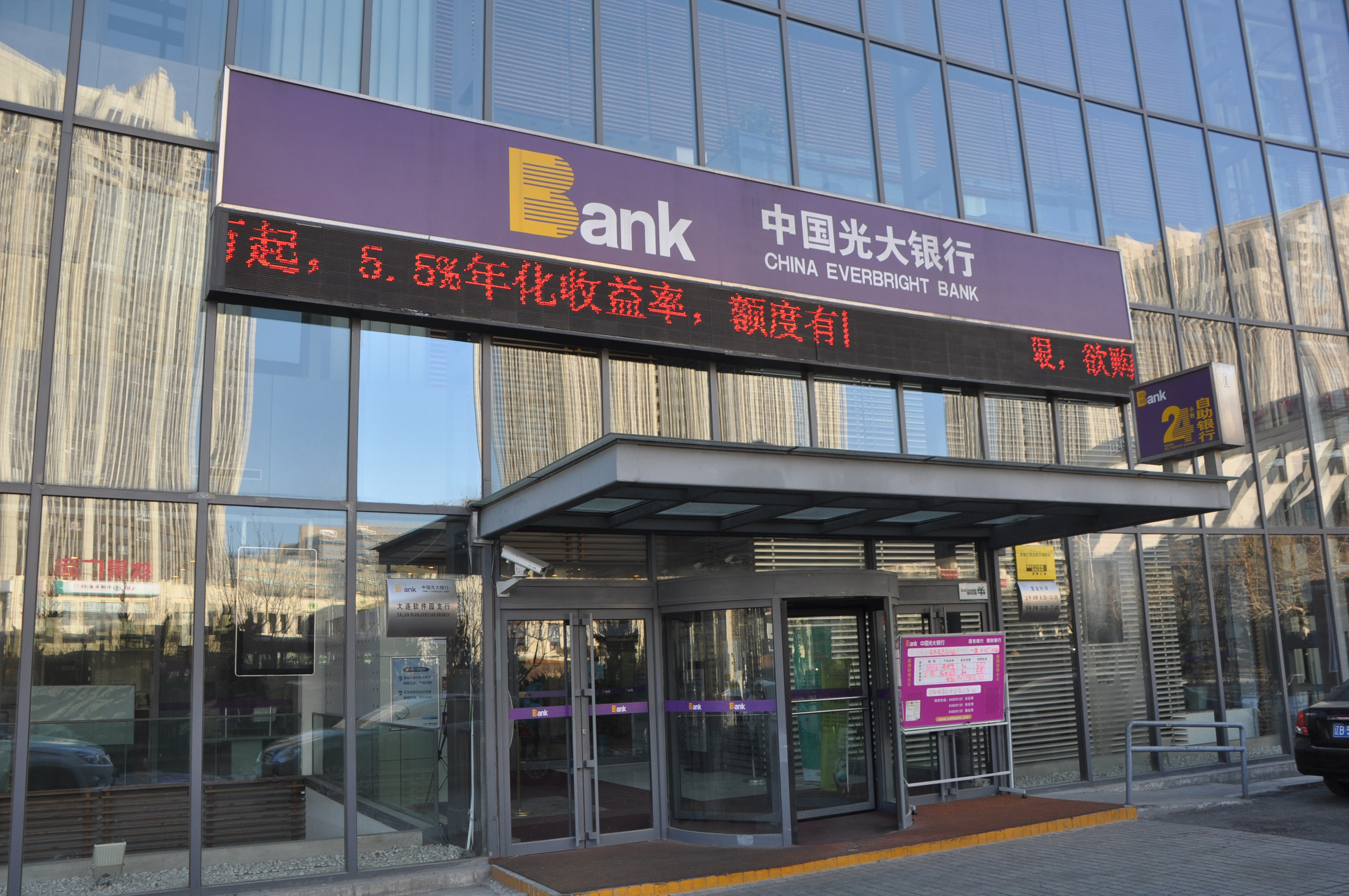
中国光大銀行軟件園支店（遼寧省大連）